# Centerville (Iowa)
Centreville – miasto w Stanach Zjednoczonych, w stanie Iowa, stolica hrabstwa Appanoose. 

## Demografia
W 2010 liczyło 5924 mieszkańców. W 2023 liczba mieszkańców spadła do 5344 osób, a gęstość zaludnienia poniżej 453 osób/km².